# Aeroportul Greenville Downtown
Aeroportul Greenville Downtown (IATA: GMU, ICAO: KGMU, FAA LID: GMU) este un aeroport din Carolina de Sud, Statele Unite ale Americii ce deservește zona Greenville⁠(d). Aeroportul a fost tranzitat în 2019 de 90 de pasageri. A fost numit după zona deservită.
Situat la o altitudine de 319 m, aeroportul dispune de 2 piste.

## Infrastructură

### Piste
Aeroportul dispune de 2 piste. Pista 01/19 are suprafața de asfalt și dimensiunile 5.393 picioare × 100 picioare. Pista 10/28 are suprafața de asfalt și dimensiunile 4.000 picioare × 80 picioare. 